# Boldaji
Boldājī (farsi بُلْداجی) è il capoluogo della circoscrizione omonima dello shahrestān di Borujen, nella provincia di Chahar Mahal e Bakhtiari.